# Onze-Lieve-Vrouw van Steenbergenkapel
De Onze-Lieve-Vrouw van Steenbergenkapel is een kapel ten zuiden van Oud-Heverlee in de Belgische provincie Vlaams-Brabant. De kapel is gelegen aan een pad genaamd Kapellendreef dat loopt vanaf de Maurits Noëstraat, aan de rand van het Meerdaalwoud, Heverleebos en Egenhovenbos vlak bij de Minnebron en Zoet Water.

## Geschiedenis

### Oorsprong
De naam Steenbergen zou verwijzen naar de rotsachtige hellingen van de vallei waarboven deze kapel gebouwd is. Steenbergen was een heerlijkheid waarvan de heer een kasteel aan het Zoet Water bezat, een overblijfsel van een burchtslot, het 'Spaans dak' genoemd, evenals de bron ('la fontaine' of de 'minnebronne'), de 'zoetwatermolen', en nog een aantal gebouwen.
De kapel is gelegen op het grondgebied van Oud-Heverlee op het punt waar de gemeentelijke grenzen van Sint-Joris-Weert, Oud-Heverlee zelf en Vaalbeek samenkomen tussen de derde en de vierde vijver van de Zoete wateren. Omdat de ingang in naar de vijvers toe gericht is, is de oriëntatie van het koor zuidwaarts en dus niet, zoal doorgaans met kerken en kapellen het geval is, naar het oosten.
Aan de voet van het boomheiligdom op die plaats van verering, vlak bij de 'minnebronne', waaraan sinds mensenheugenis wonderen en mirakels werden toegeschreven, stond op een avond in het begin van de 16e eeuw plots een houten Mariabeeldje van niet eens 40 cm hoogte, maar waar grootse krachten aan toegeschreven werden.
De bewoners van de omgeving hingen het tegen de eik. De mystieke plaats werd vanaf toen 'het beeldje van den ouden eik' genoemd. Gelovigen die er kwamen bidden, zouden genezen van de moeraskoorts, de 'heete koorts'. Inwoonster van Oud-Heverlee Anna van den Ruele was een van de eerste tien die onder ede getuigden van een wonderbaarlijke genezing door tot Maria te bidden bij de eik. Hierdoor trok het beeldje heel wat bedevaarders, wat in 1606 aanleiding gaf tot het bouwen van een kleine eerste houten kapel. In opdracht van Hendrik van Dongelberghe, ridder van Herlaer, Zillebeke en Vaalbeek en heer van Korbeek-Dijle en Steenbergen, werd de huidige stenen kapel gebouwd en in 1652 ingewijd door Jacobus Boonen, de aartsbisschop van Mechelen. Het wapenschild van Hendrik van Dongelberghe prijkt boven de ingang. De daaropvolgende jaren en eeuwen werd de kapel verder verfraaid. Het hoofdaltaar, de twee zijaltaren en het doksaal dateren van 1715, toen Simon van Herkenrode heer van Steenbergen werd. Ook de vensters lijken uit de 18e eeuw te stammen. Eveneens in 1715 verleende paus Clemens XI een volle aflaat voor degenen die op 15 augustus in de kapel zouden bidden voor het pauselijk inzicht. Het pauselijk wapenschild aan de binnenkant van de deur herinnert hier aan.
Heer Hendrik van Dongelberghe werd in de 17e eeuw eigenaar van de heerlijkheid van Steenbergen en brak in 1651 de kleine eerste kapel af om ze geheel met eigen middelen door de huidige te vervangen. Het jaar daarop werd deze al ingewijd door aartsbisschop Boonen (1621-1655) terwijl in een medaillon boven de inkomdeur het wapenschild van de adellijke familie werd aangebracht. Achter het altaar is een wandschildering gerestaureerd met het devies en wapenschild van de stichter Hendrik van Dongelberghe.
De kapel kwam vervolgens in handen van de familie van Herkenrode en in 1759 van Karel Maria Raymond van Arenberg, de Huis Arenberg, die in de omgeving van de kapel de vijvers van het Zoet Water liet uitgraven. In 1783 werd de "Gilde van Onze-Lieve-Vrouw van Steenbergen" opgericht, onder wier gezag tot 1920 op 15 augustus een jaarlijkse bedevaart vanaf de Leuvense Sint-Kwintenskerk naar de kapel werd georganiseerd.
In 1790 werd de kapel tijdens een misviering overvallen door een bende straatrovers, die zich in die tijd schuilhield in de kelders van het Harcourtkasteel in Vaalbeek, en de priester werd genadeloos vermoord. 
Volgens een legende wisten in 1793 de bewoners van Oud-Heverlee de oprukkende legers van Franse revolutionairen terug te drijven, terwijl ze hardnekkig 'hun' kapel verdedigden. Het College van de Heilige Drievuldigheid van Leuven deed nog inspanningen om de inmiddels zieltogende jaarlijkse bedevaarten te helpen nieuw leven in te blazen, maar dat mocht uiteindelijk niet baten.
Tijdens de Franse Revolutie werd de kapel zelf wel gespaard, maar ze werd steeds minder gebruikt, zodat ze vanaf de 19e eeuw begon te vervallen. Vanaf 1918 werd de kapel staatseigendom, Ze  werd in 1857 voor het eerst gerestaureerd en onder impuls van een nieuw in het leven geroepen vereniging 'De ware vrienden van Steenbergen' werden vanaf 1888 weer een tijdlang de jaarlijkse processies georganiseerd, maar in 1920 hielden deze definitief op te bestaan.

### Vanaf de bescherming
De kapel werd beschermd als monument op 26 februari 1980. Vanaf 1981 begonnen de restauratiewerken. Vanaf 1988 ontfermde een groepje omwonenden zich onder de naam "De Ware Vrienden van Steenbergen" over de kapel. Ze hielden er een wekelijkse gebedsgroep en groeiden in 1998 uit tot de "vzw De vrienden van Onze-Lieve-Vrouw van Steenbergen". In 1999 kwam het beheer van de kapel in handen van Erfgoed Vlaanderen. Sinds 2013 wordt de kapel beheerd door Herita, een Vlaamse vereniging die instaat voor het onroerend erfgoed, in samenwerking met de vzw De vrienden van Onze-Lieve-Vrouw van Steenbergen.

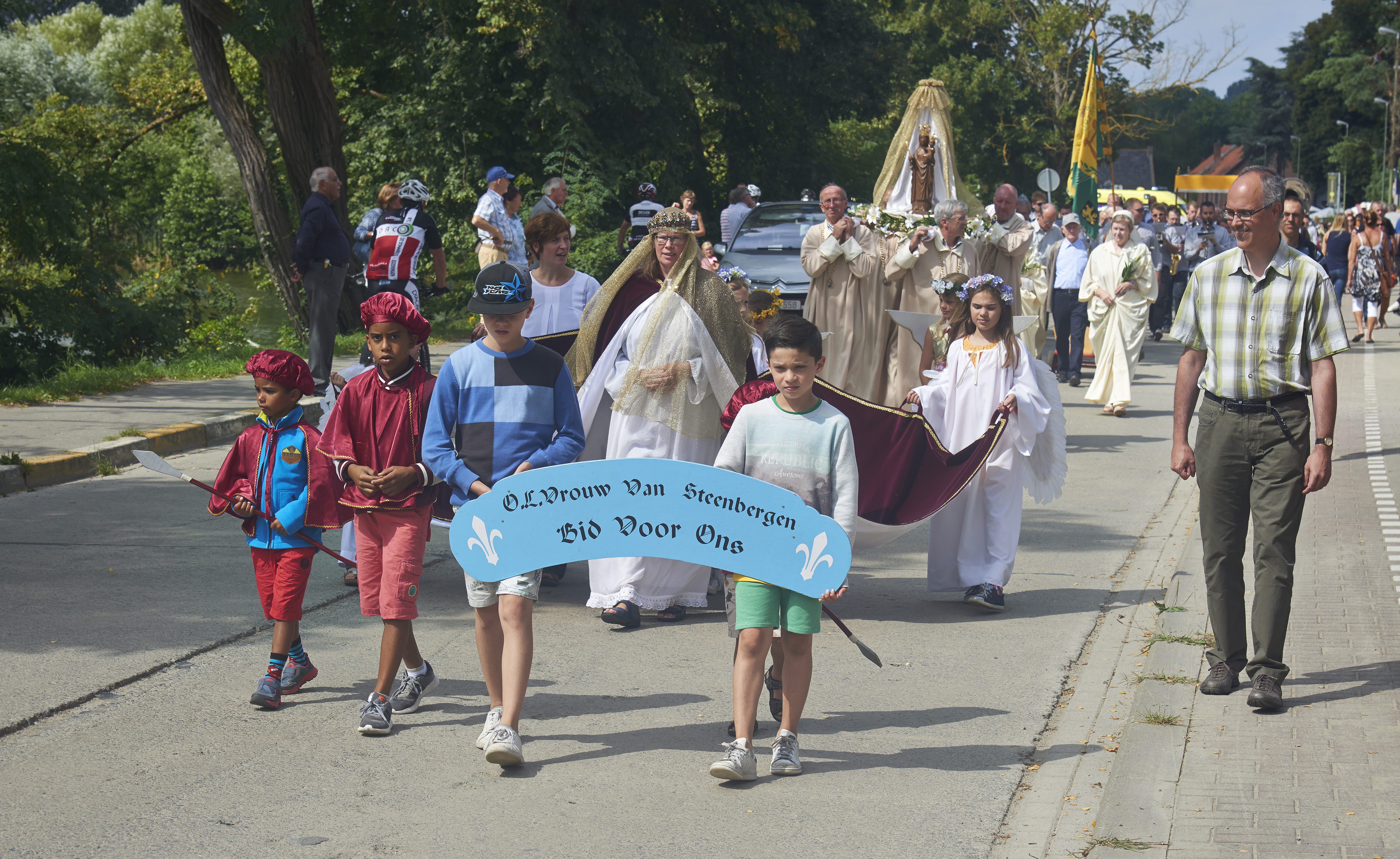
Processie op 15 augustus

Jaarlijks wordt er op 15 augustus een processie gehouden rond de vijvers van Zoet Water. Deze processie wordt al meer dan 100 jaar in ere gehouden. De eerste zondag van november (behalve als dit 1 november is, dan is het op 8 november) wordt jaarlijks een Sint-Hubertusviering gehouden aan de kapel, met een eucharistieviering, jachthoornmuziek, een dierenwijding, Hubertusbrood en wandelingen.

## Beschrijving
De kapel bestaat uit een eenbeukig gebouw met drie traveeën die verstevigd zijn met hoge steunberen. Het gebouw loopt uit in een blinde semi-zeshoekige apsis en heeft verder een gerestaureerde gevel opgetrokken in baksteen en zandsteen met barokke invloed bekroond door een beschadigd fronton en een medaillon met voorstelling van Onze-Lieve-Vrouw met Kind.
In het torentje hangt nog steeds de oude klok met gotische versieringen en de inscriptie me fundit anno 1670 Bartholomaeus Couthals.
Binnenin is de kapel op een barokke manier ingericht en doet ze rijkelijk aan, gedeeltelijk door kunstzinnige illusies. Zo lijken verschillende elementen boven het altaar in marmer gemaakt te zijn, doch in feite gaat het om beschilderd hout. Centraal boven het altaar staat een groot schilderij  geschonken door de studenten in de  godsgeleerdheid van het Heilige Geestcollege te Leuven met de Hemelvaart van Maria daterend uit 1717, het jaar waarin ook het hoofdaltaar geplaatst werd. De engeltjes naast het schilderij zijn eveneens beschilderd hout. Het baldakijn dat het geheel omkranst, is geschilderd op de achterwand.
In 1745 werden vooraan twee zijaltaren geplaatst. Ze zijn in rococostijl versierd met gebeeldhouwde takken. Deze waren eigenlijk bedoeld als achtergrond van een beeldengroep rond het Doopsel van Jezus, maar de beelden verdwenen in de jaren 1960. Ook het originele houten Mariabeeldje is verdwenen,  ontvreemd in 1974.
De grafzerk voor het hoofdaltaar is die van de toegewijde  koster Peeter Van Leemput, die als erkenning voor 30 jaar trouwe dienst in de kapel mocht begraven worden. De massief eikenhouten biechtstoel dateert van 1664. In 1715 werd ook een doksaal aan het interieur toegevoegd.
De zijmuren zijn versierd met twee grote zeventiende-eeuwse schilderijen: links met de heilige Bruno, rechts met een Madonna met Kind. Het houten Sint-Rochusbeeld is in 1896 door de prinses van Arenberg geschonken. Reeds in 1715 had de toenmalige heer van Steenbergen, Simon van Herkenrode, het Sint-Hubertusbeeld geschonken.
Het 17e-eeuws Mariabeeld, waaraan mirakels werden toegeschreven, werd gestolen in 1974. In 1998 werd in opdracht van de beherende vzw De Vrienden van O.L.V. van Steenbergen  een bronzen  Mariabeeld ter vervanging gemaakt door de franciscaan Rik Van Schil van het kunstencentrum Pro Arte Christiana.
De kapel is een van de grootste van België: de vloerafmeting bedraagt 10 op 17 meter, de hoogte is bijna 15 meter. Zij biedt plaats aan een honderdtal personen.